# Ga Sindaebang
Ga Sindaebang (Tiếng Hàn: 신대방역, Hanja: 新大方驛) là ga tàu điện ngầm trên Tàu điện ngầm Seoul tuyến 2 ở Sindaebang-dong, Dongjak-gu, Seoul.

## Lịch sử
- 30 tháng 6 năm 1983: Tên ga được quyết định là Ga Sindaebang[2]
- 22 tháng 5 năm 1984: Bắt đầu hoạt động với việc khai trương Tàu điện ngầm Seoul tuyến 2 giữa Đại học Quốc gia Seoul ~ Euljiro 1(il)-ga
- 28 tháng 12 năm 2011: Lắp đặt thử nghiệm giàn chờ khách hàng
- 10 tháng 7 năm 2012: Tách lối ra 3 và 4 được thiết lập

## Bố trí ga
| Sillim ↑                    |
| \| Vòng ngoài               |
| ↓ Phức hợp kỹ thuật số Guro |

| Vòng ngoài | ●Tuyến 2 | ← Hướng đi Sillim · Sadang · Đại học Giáo dục Quốc gia Seoul · Jamsil              |
| Vòng trong | ●Tuyến 2 | → Hướng đi Sindorim · Văn phòng Yeongdeungpo-gu · Đại học Hongik · Toà thị chính → |

## Xung quanh nhà ga
- Nongshim
- SPC
- Cục Khí tượng
- Trạm cứu hỏa Seoul Dongjak
- Văn phòng công trình nước phía Nam
- Trung tâm phúc lợi người khuyết tật Nambu
- Trung tâm thể thao cộng đồng Dongjak-gu
- Trường tiểu học Seoul Munchang
- Công viên Boramae
- Trường Thần học Kinh thánh
- Trung tâm phúc lợi đặc biệt Seoul dành cho người khuyết tật trí tuệ
- Trường trung học nữ sinh Sudo
- Trung tâm phúc lợi hành chính Sindaebang 1-dong
- Chợ tổng hợp Sillim
- Ngân hàng Shinhan 365 Chi nhánh ga Sindaebang
- ● Tuyến Sillim Ga Công viên Boramae, Ga Bệnh viện Boramae

## Hình ảnh

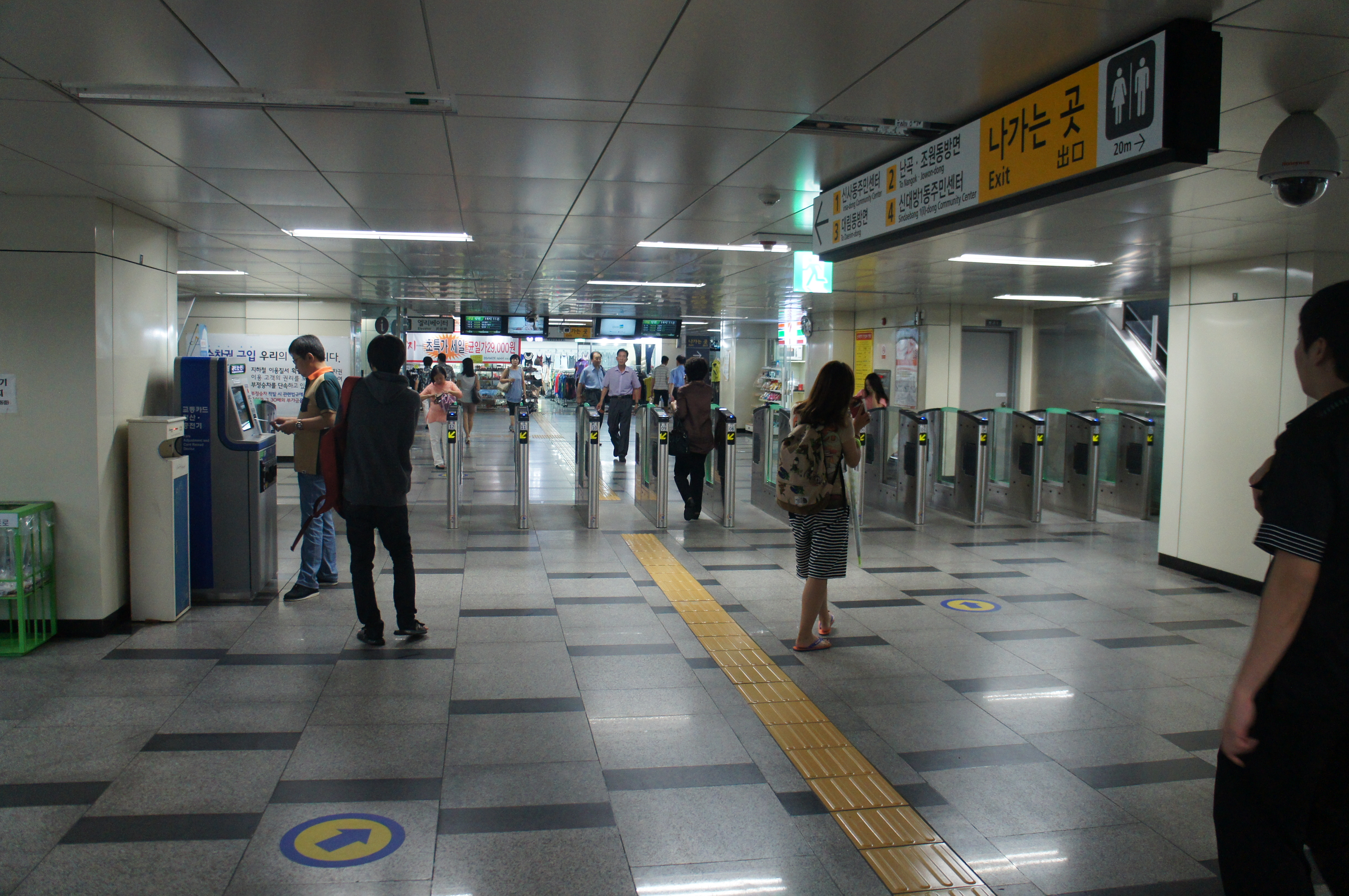
Phòng chờ
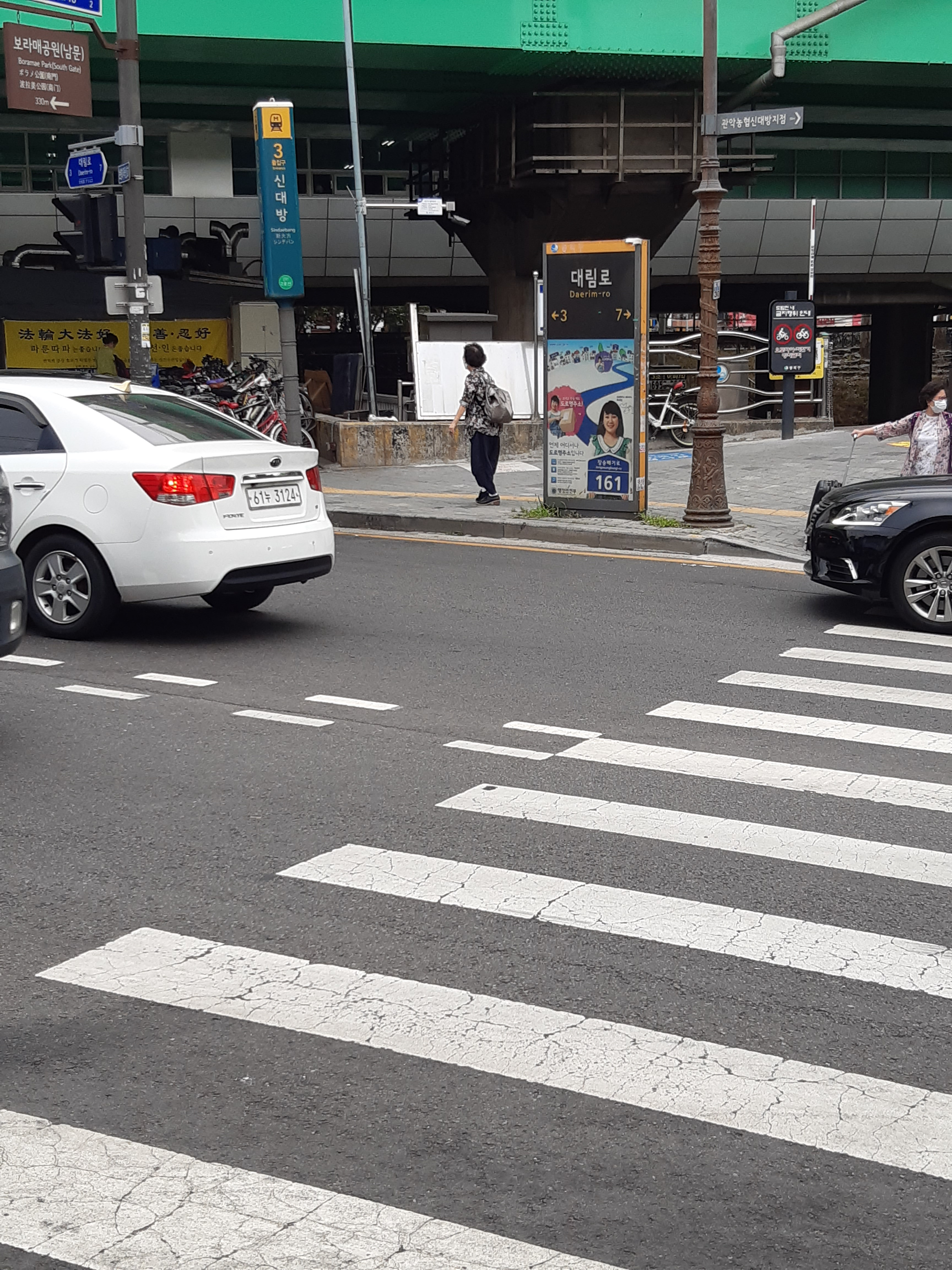
Daerim-ro (Lối ra 3 Ga Sindaebang)